# أندزيه ليزيك
أندزيه ليزيك (بالبولندية: Andrzej Liczik)‏ (مواليد 4 مارس 1977) هو ملاكم بولندي، مثّل بلاده في الألعاب الأولمبية الصيفية 2004.

## روابط خارجية
أندزيه ليزيك على موقع أوليمبيديا (الإنجليزية)
- أندزيه ليزيك على موقع اللجنة الأولمبية البولندية (مؤرشف) (البولندية)